# Keep Watching
Keep Watching es una película de terror estadounidense de 2017 dirigida por Sean Carter y escrita porJoseph Dembner. Es producida por Nicolas Chartier, Andrew Rona, Alex Heineman, Craig J. Flores, Michael Fiore, y Joseph Dembner, y protagonizada por Bella Thorne, Ioan Gruffudd, Natalie Martinez, Chandler Riggs, Leigh Whannell, Matthew Willig, y Christopher James Baker.

## Sinopsis
Jamie (Bella Thorne) es una adolescente perturbada, con pesadillas y traumas referentes a la muerte de su madre y al nuevo matrimonio de su padre Adam (Ioan Gruffudd) con Olivia (Natalie Martinez), con la cual no se ha podido llevar del todo bien.
Un día, mientras la familia Mitchell se encontraba de vacaciones a Florida, personas extrañas irrumpen en su casa, colocando objetos extraños con moños rojos de regalo y cámaras escondidas en todo el lugar. Cuando la familia regresa de sus vacaciones, al principio no notaron nada fuera de lo normal.
Mientras Jamie tomaba un baño, se observa que alguien la espía por una ventana cercana a la tina. Seguidamente, Jamie escucha ruidos y movimientos afuera de la ventana y al acercarse para investigar, es interrumpida repentinamente por su madrastra quien le abre la puerta del baño, Olivia se disculpa y se retira y Jamie se dispone a salir de la bañera.
DJ (Chandler Riggs), el hermano menor de Jamie se dirige a sacar la basura y encuentra un encendedor con un moño rojo pegado, mientras se ve una sombra pasar detrás de él. Cuando DJ nota la presencia, mira a su alrededor pero es sorprendido por su tío paterno, Matt (Leigh Whannell), quien se encuentra de visita en la casa para quedarse por tres días.
Matt va hacia la habitación de Jamie y le aconseja que se relaje y que le de una oportunidad a su madrastra, aconsejándole que para calmar su paranoia fume un cigarro de cannabis ocasionalmente, lo que Jamie rechaza.
Posteriormente, Jamie es sorprendida cuando su laptop comienza a reproducir inesperadamente un video de ella siendo niña con su madre haciendo mariposas de papel. Jamie intenta detener el video pero la laptop no responde y en cierto momento se congela el monitor, en ese instante ella escucha un ruido afuera de la ventana de su habitación. Cuando se acerca para investigar descubre que hay una mariposa de papel pegada a su ventana, ella se asusta y comienza a observar a los alrededores. Luego vuelve a ser sorprendida, esta vez por su novio Josh (Jared Abrahamson), quien le hace una llamada a través de su laptop. Mientras tanto, Olivia se encuentra encerrada en el baño viendo las fotos familiares de los Mitchell con la madre de Jamie.
Adam y Matt se encuentran en el salón principal conversando y en cierto punto, se puede ver el reflejo de una persona enmascarada en una la ventana, pasando lentamente y sin que ellos se den cuenta. DJ está en su habitación jugando un videojuego, cuando es repentinamente interrumpido por una interferencia de sonido aguda en sus auriculares.
Cuando la familia Mitchell se prepara para dormir, Matt se queda sin cigarrillos y va a buscar más a su coche estacionado en el garaje afuera de la casa. Al salir del auto ve un dron sobrevolando encima de él. Piensa que es una broma de DJ y se distrae con el aparato mientras se observa a un enmascarado acechando detrás de él. Sin dar oportunidad, el extraño ataca a Matt y lo deja inconsciente en el piso del jardín sobre una "X" grande trazada con líneas rojas en la acera que dirige al pórtico de la entrada.
Otro enmascarado entra en la casa y da vuelta a un reloj de arena, indicando que el juego ha iniciado. Jamie se encuentra en el baño realizando una prueba de embarazo y siente que alguien está detrás de la puerta del sanitario, Jamie le reclama y la persona se retira.
Al momento, unas personas instalan rejas en todas las puertas, ventanas y vías de escape de la casa, confinando a toda la familia adentro. Adam, Olivia y DJ se despiertan por el ruido y salen a investigar. Adam ordena a Olivia llamar a la policía, pero ella le dice que las líneas telefónicas están desconectadas, por lo que Adam decide bajar las escaleras para averiguar qué sucede en el piso de abajo mientras el resto de la familia se queda arriba. Él se da cuenta de que las luces de la casa tampoco funcionan y encuentra una linterna con un moño rojo pegado al pie de la escalera, la toma y comienza a indagar más en la planta baja. En el salón principal se detiene al ver que la televisión se enciende sola, proyectando la grabación de la videograbadora oculta en la linterna y Adam se distrae, dándole sin darse cuenta la oportunidad a un enmascarado que aparece detrás de él y le coloca una bolsa de plástico en su cabeza para sofocarlo, asesinando así a Adam, que ahora yace muerto sobre otra X roja dibujada en mitad de la habitación.
Jamie, Olivia y DJ corren aterrorizados a otra habitación y se encierran trabando la puerta con un gabinete. Olivia aconseja a DJ y a Jamie tomar objetos afilados para defenderse. Luego ella rompe el cristal de la ventana con un sillón y asoma su cabeza para pedir ayuda a gritos, pero solo descubre el cuerpo de Matt reposando encima de la X roja de la jardinera. Mientras discuten en la habitación qué hacer, la televisión se enciende y comienza a rodar un vídeo de Jamie criticando a su madrastra y juzgando la relación que ella tiene con su padre; un vídeo de Jamie en consulta con su psiquiatra aparece, en donde Jamie dice que ojalá hubiese sido su padre el fallecido en lugar de su madre. Olivia se enfurece y le pide explicaciones a Jamie del video pero ella le dice que no sabe cómo la grabación llegó al televisor y que no es ninguna broma, sino que los captores la habían estado espiando desde hace varios días.
Finalmente deciden salir de la habitación pero el pasillo no tiene luces y están caminando a oscuras, Olivia se detiene al escuchar ruidos cercanos pero no puede ver de dónde vienen. De repente, las luces del pasillo se encienden y aparece una grabadora enfrente de ellos atada a unos globos rojos flotando en mitad del pasillo, la grabadora tiene un papel pegado en donde dice "podemos verlos". En ese momento, Jamie se da cuenta de que no lleva su teléfono celular consigo y se dirige a su habitación para buscarlo. En eso la televisión se enciende y transmite un mensaje efímero en grandes letras rojas que dice "queremos mirar ¡entreténgannos!". El susto de Jaime provoca que Olivia y DJ corran a su habitación en su ayuda, DJ encuentra escondido detrás del televisor un paralizante eléctrico que lleva pegado un moño rojo y se lo da a Olivia porque no sabe cómo usarlo.
Los tres salen de la habitación de Jamie y caminan lentamente hacia la escalera para bajar a investigar en la planta baja. Jamie duda en hacerlo, por lo que se separa por detrás de Olivia y su hermano y retrocede sin que ellos se den cuenta, quedándose completamente paralizada del miedo en el piso de arriba. Cuando Olivia y DJ llegan juntos al pie de la escalera, Olivia le pregunta a DJ por el paradero de Jamie y se da cuenta de que ella no bajó la escalera, por lo que Olivia le pide a gritos a Jamie que lo haga, y que deben estar unidos para protegerse. Jamie decide bajar pero la luz de la escalera se enciende repentinamente para mostrarle a Jamie un escrito en la baranda del pasillo frente al descanso de la escalera que dice "morirás si bajas". Jamie  retrocede mientras la luz de la escalera se vuelve a apagar lentamente. En un momento breve de silencio y oscuridad la luz detrás de la habitación de Jamie se enciende revelando a un enmascarado tras ella que la toma por el cuello con el brazo, Jamie le da un golpe y el extraño la suelta, y Jamie huye corriendo por la escalera. Olivia se encuentra en la cocina defendiéndose de otro enmascarado con el paralizante y le ordena a los adolescentes bajar hacia el sótano donde todos se encierran para protegerse.
Las luces del sótano se encienden y Olivia comienza a buscar pistas o armas. Jamie busca salidas pero descubre que todas las puertas están bloqueadas y abre la puerta de un casillero para buscar armas, pero solo descubre una vieja camiseta de su madre clavada con un cuchillo y un escrito de letras rojas encima de la prenda que dice "qué haría tu madre". Jamie se enoja e intenta retirar el cuchillo de la camiseta, pero no lo logra. Mientras tanto, DJ escucha una sirena policial y voces de agentes de policía afuera de la casa y Olivia intenta pedir ayuda a gritos desde el sótano. Mientras Olivia pide socorro Jamie nota que el ruido de la policía es falso y que en realidad es una grabación de sonido emitida por un parlante escondido cerca de la ventana del sótano. La grabación se repite una y otra vez intensificando cada vez más su volumen hasta que se vuelve tormentoso y se detiene de repente. Jamie concluye que los secuestradores están jugando con ellos.
Mientras deciden cómo escapar del sótano, un televisor se enciende y enfoca a Josh caminando hacia la casa. Jamie le pide ayuda a gritos y Josh los escucha desde fuera de la casa, él corre hacia el patio e intenta abrir la puerta del sótano pero falla. Josh intenta calmar los nervios de Jamie pero ella descubre a través del televisor que un enmascarado se aproxima a él desde detrás, Jaime le advierta de su presencia pero el no presta atención. Finalmente el enmascarado sorprende a Josh y lo ataca con un hacha, luego le vierte lejía en su rostro y le coloca una bolsa de plástico en su cabeza para sofocarlo. El cuerpo sin vida de Josh yace ahora encima de la puerta del sótano sobre una X roja pintada en dicha puerta.
Posteriormente, Olivia descubre un pasadizo secreto en el sótano bloqueada con tablones y lo despeja, ella dice a los jóvenes que saldrá para pedir ayuda y promete regresar para rescatarlos. En su camino, las luces del patio se encienden y se apagan sucesivamente a medida que ella camina, como si estuviesen siguiéndola. Cuando logra llegar el portón de salida descubre una X roja pintada justo antes de la reja y la llave que abre la cerca guindando de un cordón en la enrejada con un moño rojo pegado, ella duda instintivamente en acercarse y tomarla pero decide hacerlo. Cuando ella se aproxima y la coge, Matt la sorprende por detrás y le dice que se apresure porque un enmascarado viene tras él, pero es demasiado tarde y el enmascarado los alcanza. El extraño ataca primero a Matt con un hacha matándolo y su cuerpo cae sobre la X roja pero Olivia logra abrir la reja y escapa corriendo a la calle en busca de ayuda. En el recorrido, Olivia encuentra una furgoneta que se detiene, cuando ella abre la puerta descubre que son los mismos secuestradores y la matan.
Mientras tanto, en el sótano, DJ tiene ganas de orinar y Jamie le dice que lo haga en un lavabo que se encuentra en otra habitación dentro del sótano. Mientras DJ está en el lavabo la puerta de esa habitación se cierra y las luces del sótano se apagan, DJ intenta abrir la puerta pero esta trancada, por lo que le pide ayuda a su hermana para abrirla desde fuera. Jamie hace caso omiso de las súplicas de su hermano para tomar el paralizante, pero cuando se aproxima a cogerlo las luces se encienden y revelan a un enmascarado detrás de ella que la corta en el brazo con una guadaña. Jamie cae el piso y se arrastra hacia un armario cercano pero el enmascarado la alcanza y comienza a atacarla, a lo que Jamie se defiende. En eso, Jamie nota que se encuentra justo encima de una X roja y observa que el paralizante se ha caído el piso cerca de ella; lo toma para electrocutar a toda potencia al enmascarado, el cual queda inconsciente. DJ logra abrir la puerta y va en ayuda de su hermana quien aún se encuentra en el piso debajo del cuerpo del enmascarado. Mientras intenta quitárselo de encima, el extraño reacciona y vuelva a agredirla, pero Jamie lo apuñala en el pecho con su propia guadaña acabando con su vida. El cadáver del enmascarado cae sobre la X roja.
Luego, Jamie toma fuerzas y saca el cuchillo del casillero, liberando así la camiseta de su madre, y los jóvenes optan por finalmente salir del sótano en búsqueda de una nueva salida por la casa. En una habitación del planta baja los adolescentes descubren el cuerpo sin vida de Olivia bajo una manta. Mientras observan el lugar unas puertas corredizas se abren detrás de Jamie y aparece otro enmascarado detrás de ella que la toma por el cuello. Jamie le ordena a DJ que huya de la habitación mientras ella apuñala al extraño en el brazo y escapa hacia el salón principal donde aún yace el cadáver de su padre. Ellos se esconden y descubren un escrito en la pared que dice "Matar o Morir". Luego suena el teléfono, Jamie decide tomarlo y contesta exigiendo una razón de lo que están haciendo y qué quieren de ellos. Una televisión frente a Jamie se enciende y aparece la imagen enmascarada del secuestrador, explicándole que lo único que quieren es entretenimiento y que la audiencia disfruta de sus sufrimientos en vivo dentro del juego. Jamie intenta pedir ayuda frente a una de las cámaras pero su voz se distorsiona cuando revela la dirección del lugar.
Jamie intenta escapar por la puerta principal, pero un enmascarado resguarda la salida armado con lejía. Jamie lo desafía a pelear con el cuchillo y le da una patada, el extraño suelta la bombona de lejía y Jamie lo toma para echárselo en la cara. Ella le pide a DJ que use el encendedor para tirárselo e incinerarlo pero tarda mucho en encenderlo y el enmascarado le da un golpe tirando a DJ y el encendedor cae al piso. Jamie lo ataca por detrás pero él la tira al piso y le coloca una bolsa en la cabeza para estrangularla, DJ intenta evitarlo pero falla. Jamie decide hacerse la muerta y el enmascarado lo cree. Cuando se dirige a atacar de nuevo a su hermano, Jamie aparece parada por detrás y, con el incinerador encendido, se lo tira y lo calcina. Ellos aprovechan el momento para tomar el perchero y tumbar la cerca que obstruía la salida de la puerta principal, y corren a la calle a pedir ayuda mientras la casa se incendia.
Jamie consigue que la misma furgoneta que atrapó a Olivia momentos antes se detenga, y al abrir la puerta del vehículo los secuestradores la atrapan junto con su hermano. El jefe le explica dentro del automóvil que son un grupo de pandilleros encargados de secuestrar constantemente a familias dentro de sus propias casas y hacer que se destruyan o peleen contra ellos para diversión del público y los televidentes en general, el acuerda hacer el trato con ella de no lastimarla ni lastimar a su hermano si accede a unirse a su grupo y hacer lo que ellos le ordenen en el entretenimiento de la próxima familia. Jamie está sollozando y no responde a la petición, por lo que el enmascarado la deja inconsciente. Él mira hacia una de las cámaras y termina con la frase "una razón para seguir mirando".

## Elenco y personajes
- Bella Thorne como Jamie
- Ioan Gruffudd como Adam, padre de Jamie y DJ.
- Natalie Martinez como Olivia, nueva esposa de Adam.
- Chandler Riggs como DJ, hermano de Jamie y el hijo de Adam.
- Leigh Whannell como Matt, hermano de Adam y tío de Jamie y DJ.
- Matthew Willig
- Christopher James Baker
- Jared Abrahamson como Josh
- Maya Eshet

## Producción
Originalmente titulado Home Invasion, El guion fue desarrollada por el ejecutivo de Silver Pictures Alex Heineman (Partner, The Picture Company) con el guionista Joseph Dembner. A principios de 2013, el productor Michael Fiore y el director Sean Carter desarrollaron y filmaron una secuencia del guion de Dembner en coordinación con el equipo de producción de Silver Pictures y Dembner. Ese demo aseguró a Sean Carter a ser el director on the feature version. En abril de 2013, Voltage Pictures compra los derechos del guion. En julio de 2013, Bella Thorne fue la primera en ser confirmada, para la protagonista, Jamie. Y a la vez se reveló la sinopsis. En septiembre de 2013, Natalie Martinez también fue confirmada. Ioan Gruffudd y Chandler Riggs fueron los últimos en ser anunciados para ser parte del elenco principal en octubre. El rodaje de la película inició en Altadena, CA a fines de noviembre de 2013.

## Lanzamiento
En octubre de 2015, Screen Gems adquiere los derechos de distribución del film, cambiando el título de Home Invasion a Keep Watching.